# Inês Sousa Real
Inês Sousa Real, née le 6 juin 1980 à Lisbonne, est une juriste et femme politique portugaise. Porte-parole du parti Personnes–Animaux–Nature, elle est députée de Lisbonne depuis 2019.

## Biographie

### Études et carrière professionnelle
Née à Alcântara, Inês Sousa Real obtient une licence en droit près l'Université autonome de Lisbonne, s'y spécialisant ensuite par l'obtention de deux diplômes universitaires en sciences juridico-politiques puis en contentieux administratif. Elle poursuit ensuite ses études à l'Université autonome de Barcelone, y obtenant un master en droit animal et société. Elle intègre, en 2018, l'équipe académique responsable de ce dernier diplôme.
Durant ses études, Sousa Real fut figurante pour la série télévisée Morangos com Açúcar.
Sousa Real exerce en tant que juriste dans diverses fonctions auprès de la mairie de Sintra, de 2006 à 2016. En 2013, elle fonde l'association Jus Animalium, spécialisée dans le droit animal. En parallèle, de 2014 à 2017, elle est médiatrice municipale des animaux auprès de la mairie de Lisbonne.

### Parcours politique
Inês Sousa Real adhère au parti animaliste Personnes–Animaux–Nature en 2011, exerçant les fonctions de présidente du Conseil national de juridiction du parti jusqu'en 2013.
Candidate aux élections municipales de 2017, elle est élue conseillère municipale de Lisbonne pour la mandature 2017-2021. Elle perd son siège lors des élections municipales de 2021.
Sousa Real est candidate en deuxième position sur la liste du PAN lors des élections législatives de 2019. Élue, elle fait ses débuts au sein de l'Assemblée de la République et devient, parallèlement, présidente du groupe parlementaire du PAN.
En 2021, Sousa Real est élue porte-parole nationale du PAN et quitte la présidence du groupe parlementaire du parti. Elle réussit à conserver son siège lors des élections législatives de 2022 mais devient la seule représentante de son parti à l'Assemblée de la République. Sousa Real est ensuite marginalement réélue en 2024 et 2025.
À la suite des élections législatives de 2025, deux membres de la direction nationale du PAN démissionnent de leurs fonctions, critiquant la gestion faite du parti par Inês Sousa Real.